# دنیس تروچ
دنیس تروچ (انگلیسی: Denis Troch؛ زادهٔ ۲۴ اکتبر ۱۹۵۹) بازیکن فوتبال اهل فرانسه است.
از باشگاه‌هایی که در آن بازی کرده‌است می‌توان به باشگاه فوتبال پاری سن ژرمن، باشگاه فوتبال پاریس، و باشگاه فوتبال ستاره سرخ اشاره کرد.